# Lionsgate Home Entertainment
Lionsgate Home Entertainment är det amerikanska filmbolaget Lions Gate Entertainments hemvideoavdelning. Man disturberar bland annat film från HIT Entertainment, MGA Entertainment, och Jim Henson Home Entertainment.

### Fotnoter
1. ↑  Arnold, Thomas K. (25 mars 2008). ”Lionsgate joins the HIT parade”. The Hollywood Reporter. http://www.hollywoodreporter.com/news/lionsgate-joins-hit-parade-107790.
2. ↑  ”Arkiverade kopian”. Arkiverad från originalet den 8 juli 2011. https://web.archive.org/web/20110708105142/http://www.businessofcinema.com/news.php?newsid=8508. Läst 4 mars 2011.
3. ↑  ”Arkiverade kopian”. Arkiverad från originalet den 8 juli 2011. https://web.archive.org/web/20110708105146/http://www.businessofcinema.com/news.php?newsid=14009&page=108. Läst 4 mars 2011.